# Omdurmán
Omdurmán (en árabe Umm Durmān أم درمان) es una ciudad de Sudán, a orillas del río Nilo, en frente de la capital Jartum. Aunque a menudo se le considera un suburbio pobre de Jartum, Omdurmán tiene una población de 2.970.099 habitantes (2006) y es la ciudad más grande del país, así como el centro comercial más importante. Junto con Jartum y Jartum Norte forman una metrópoli de 7.830.479 habitantes (2006).
La ciudad de Omdurmán tiene su propia área industrial, con muchas grandes fábricas bajo control del gobierno sudanés, en términos del control de producción y de la garantía de calidad. 
En el centro de la ciudad se ubica la tumba del Mahdi.

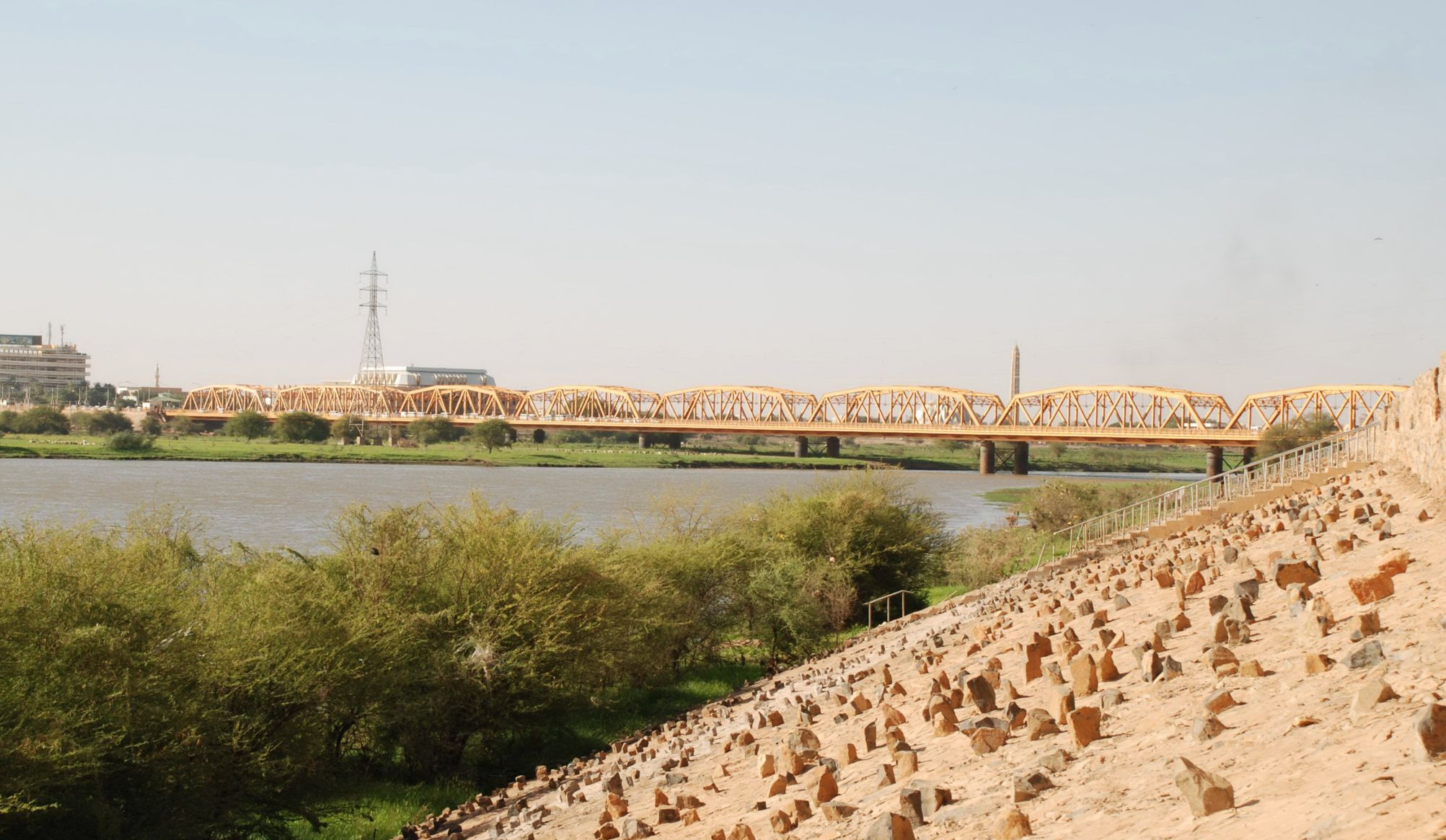
Puente sobre el Nilo Blanco que conecta la ciudad con Jartum